# Lahourcade
Lahourcade – miejscowość i gmina we Francji, w regionie Nowa Akwitania, w departamencie Pireneje Atlantyckie.
Według danych na rok 1990 gminę zamieszkiwały 724 osoby, a gęstość zaludnienia wynosiła 66 osób/km² (wśród 2290 gmin Akwitanii Lahourcade plasuje się na 562. miejscu pod względem liczby ludności, natomiast pod względem powierzchni na miejscu 999.).